# Liste der Deutschen Meisterinnen im Siebenkampf
Der Siebenkampf ist eine Wettkampfform, die bei den Deutschen Leichtathletik-Meisterschaften nur für Frauen ausgetragen wird. Bei den Männern gibt es stattdessen den Zehnkampf. Der Wettbewerb setzt sich aus folgenden Disziplinen zusammen: Tag 1: 100 m Hürden, Hochsprung, Kugelstoßen, 200 m / Tag 2: Weitsprung, Speerwurf, 800 m. Die anfangs eingeführte Wertungstabelle ist gültig bis heute.
Anfang der 1980er Jahre löste der Siebenkampf national und international den bis dahin ausgetragenen Fünfkampf ab. In der Bundesrepublik war dies 1981 der Fall, in der DDR 1980. Im Jahr 2015 gab es keine Deutschen Mehrkampfmeisterschaften, da der DLV keinen ausrichtenden Verein fand.
Die Deutschen Mehrkampfmeisterschaften waren und sind immer wieder betroffen durch die oft zeitnahe Austragung attraktiver Wettkämpfe mit internationaler Konkurrenz – z. B. in Ratingen oder Götzis. Die deutschen Spitzensportler verzichteten häufig an der Teilnahme der Deutschen Meisterschaften zugunsten dieser Angebote – die Zahl der Mehrkämpfe pro Saison will richtig dosiert sein und so müssen sich die Athleten hier entscheiden. Im Jahr 2016 war es sogar so, dass die Mehrkämpfe bei den Olympischen Spielen in derselben Woche stattfanden wie die Deutschen Mehrkampf-Meisterschaften.
Von Beginn an, also seit 1981, wurde in der Bundesrepublik zusätzlich auch eine Mannschaftswertung ausgetragen. Hier werden die besten drei Athletinnen je Verein gewertet, die Reihenfolge ergibt sich aus der Addition der in der Einzelwertung erreichten Punktzahlen. In der DDR wurden Mannschaften im Siebenkampf nicht gewertet, dies war nur im Vorgängerwettbewerb, dem Fünfkampf, in den Jahren von 1961 bis 1965 der Fall.

## Deutsche Meisterschaftsrekorde
| Einzelwertung      | 6500 P   | Birgit Clarius (LAC Quelle Fürth)                                | Vaterstetten | 19./20. Juni 1993 |
| Mannschaftswertung | 18.030 P | LAV Düsseldorf (Sabine Everts, Sabine Braun, Christa Mühlemeyer) | München      | 16./17. Juli 1983 |

## Gesamtdeutsche Meisterinnen seit 1991 (DLV)
Der Siebenkampf wurde nur für Frauen ausgetragen.
| Jahr | Ort                                                  | Datum                                                | Athletin                                             | Punkte                                               |
| ---- | ---------------------------------------------------- | ---------------------------------------------------- | ---------------------------------------------------- | ---------------------------------------------------- |
| 2025 | Dresden                                              | 31. Juli/1. August                                   | Sandrina Sprengel (LG Steinlach-Zollern)             | 6315                                                 |
| 2024 | Hannover                                             | 24./25. August                                       | Sandrina Sprengel (LG Steinlach-Zollern)             | 5976                                                 |
| 2023 | Hannover                                             | 2./3. September                                      | Mareike Rösing (USC Mainz)                           | 5936                                                 |
| 2022 | Filderstadt-Bernhausen                               | 27./28. August                                       | Mareike Rösing (USC Mainz)                           | 5794                                                 |
| 2021 | Wesel                                                | 21./22. August                                       | Mareike Arndt (TSV Bayer 04 Leverkusen)              | 5705                                                 |
| 2020 | Vaterstetten                                         | 22./23. August                                       | Carolin Schäfer (LG Eintracht Frankfurt)             | 6319                                                 |
| 2019 | Bietigheim-Bissingen                                 | 10./11. August                                       | Anna Maiwald (TSV Bayer 04 Leverkusen)               | 6106                                                 |
| 2018 | Wesel                                                | 25./26. August                                       | Anna Maiwald (TSV Bayer 04 Leverkusen)               | 5711                                                 |
| 2017 | Kienbaum                                             | 12./13. August                                       | Mareike Arndt (TSV Bayer 04 Leverkusen)              | 6000                                                 |
| 2016 | Kienbaum                                             | 13./14. August                                       | Mareike Arndt (TSV Bayer 04 Leverkusen)              | 5765                                                 |
| 2015 | Mehrkampf-DM wegen fehlenden Ausrichters ausgefallen | Mehrkampf-DM wegen fehlenden Ausrichters ausgefallen | Mehrkampf-DM wegen fehlenden Ausrichters ausgefallen | Mehrkampf-DM wegen fehlenden Ausrichters ausgefallen |
| 2014 | Vaterstetten                                         | 23./24. August                                       | Anna Maiwald (TSV Bayer 04 Leverkusen)               | 5864                                                 |
| 2013 | Lage                                                 | 24./25. August                                       | Carolin Schäfer (LG Eintracht Frankfurt)             | 5804                                                 |
| 2012 | Hannover                                             | 25./26. August                                       | Kira Biesenbach (TSV Bayer Leverkusen)               | 5779                                                 |
| 2011 | Vaterstetten                                         | 27./28. August                                       | Claudia Rath (LG Eintracht Frankfurt)                | 5485                                                 |
| 2010 | Potsdam                                              | 26./27. August                                       | Claudia Rath (LG Eintracht Frankfurt)                | 5746                                                 |
| 2009 | Lage                                                 | 29./30. August                                       | Christine Schulz (TSV Bayer 04 Leverkusen)           | 6030                                                 |
| 2008 | Hannover                                             | 30./31. August                                       | Maike Goldkuhle (LG ASV/DSHS Köln)                   | 5630                                                 |
| 2007 | Vaterstetten                                         | 8./9. September                                      | Julia Mächtig (SC Neubrandenburg)                    | 5887                                                 |
| 2006 | Wesel                                                | 2./3. September                                      | Jennifer Oeser (TSV Bayer 04 Leverkusen)             | 5804                                                 |
| 2005 | Lage                                                 | 27./28. August                                       | Sonja Kesselschläger (SC Neubrandenburg)             | 5998                                                 |
| 2004 | Vaterstetten                                         | 4./5. September                                      | Lilli Schwarzkopf (LC Paderborn)                     | 6125                                                 |
| 2003 | Wesel                                                | 23./24. August                                       | Andrea Tittmann (MTV Ingolstadt)                     | 5638                                                 |
| 2002 | Berlin                                               | 31. August/1. September                              | Sabine Krieger (MTV Ingolstadt)                      | 5873                                                 |
| 2001 | Vaterstetten                                         | 25./26. August                                       | Karin Ertl, geb. Specht (LAC Quelle Fürth / München) | 6152                                                 |
| 2000 | Wesel                                                | 2./3. September                                      | Kathleen Gutjahr (SC Neubrandenburg)                 | 6079                                                 |
| 1999 | Lage                                                 | 4./5. September                                      | Karin Ertl, geb. Specht (LAC Quelle Fürth / München) | 6255                                                 |
| 1998 | Vaterstetten                                         | 29./30. August                                       | Kathleen Gutjahr (SC Neubrandenburg)                 | 6320                                                 |
| 1997 | Wesel                                                | 30./31. August                                       | Peggy Beer (LAC Halensee Berlin)                     | 6300                                                 |
| 1996 | Vaterstetten                                         | 8./9. September                                      | Sabine Braun (TV Wattenscheid 01)                    | 6402                                                 |
| 1995 | Ulm                                                  | 26./27. August                                       | Kathleen Gutjahr (SC Neubrandenburg)                 | 6003                                                 |
| 1994 | Vaterstetten                                         | 2./3. September                                      | Birgit Clarius (LAC Quelle Fürth)                    | 6109                                                 |
| 1993 | Vaterstetten                                         | 19./20. Juni                                         | Birgit Clarius (LAC Quelle Fürth)                    | 6500                                                 |
| 1992 | Ahlen                                                | 29./30. August                                       | Birgit Clarius (MTV Ingolstadt)                      | 6147                                                 |
| 1991 | München                                              | 25./26. Mai                                          | Peggy Beer (Berliner SC)                             | 6318                                                 |

## Meisterinnen in derBundesrepublik Deutschlandvon 1981 bis 1990 (DLV) / Meisterinnen in derDDRvon 1980 bis 1990 (DVfL)
| Jahr | Bundesrepublik Deutschland         | Bundesrepublik Deutschland         | Bundesrepublik Deutschland                   | Bundesrepublik Deutschland         | DDR             | DDR                | DDR                                              | DDR              |
| Jahr | Ort                                | Datum                              | Athletin                                     | Punkte                             | Ort             | Datum              | Athletin                                         | Punkte           |
| ---- | ---------------------------------- | ---------------------------------- | -------------------------------------------- | ---------------------------------- | --------------- | ------------------ | ------------------------------------------------ | ---------------- |
| 1990 | Salzgitter                         | 21./22. Juli                       | Birgit Clarius (MTV Ingolstadt)              | 6218                               |                 |                    | Heike Tischler (SC Motor Jena)                   |                  |
| 1989 | Bernhausen                         | 9./10. Sep.                        | Sabine Braun (TV Wattenscheid 01)            | 6491                               | Neubrandenburg  |                    | Birgit Gautzsch (SC Karl-Marx-Stadt)             |                  |
| 1988 | Rhede                              | 9./10. Juli                        | Sabine Everts (LAV Bayer Uerdingen/Dormagen) | 6306                               |                 |                    | Heike Tischler (SC Motor Jena)                   |                  |
| 1987 | Ulm                                | 12./13. Juni                       | Cornelia Heinrich (LC Olympiapark München)   | 6030                               |                 |                    | Anke Behmer, geb. Vater (SC Neubrandenburg)      |                  |
| 1986 | Hannover                           | 19./20. Juli                       | Birgit Dressel (USC Mainz)                   | 6377                               |                 |                    | Anke Behmer, geb. Vater (SC Neubrandenburg)      |                  |
| 1985 | Ulm                                | 13./14. Juli                       | Sabine Everts (LAV Bayer Uerdingen/Dormagen) | 6352                               | Leipzig         | 9.–11. Aug.        | Sibylle Thiele (SC Dynamo Berlin)                | 6276             |
| 1984 | Ahlen                              | 8./9. Sep.                         | Anke Köninger (VfB Stuttgart)                | 5775                               | Erfurt          | 1.–3. Juni         | Sabine Paetz, geb. Möbius (SC DHfK Leipzig)      | 6785             |
| 1983 | München                            | 16./17. Juli                       | Sabine Everts (LAV Düsseldorf)               | 6370                               | Karl-Marx-Stadt | 16.–18. Juni       | Ramona Neubert, geb. Göhler (SC Neubrandenburg)  | 6515             |
| 1982 | Ulm                                | 14./15. Aug.                       | Sabine Everts (LAV Düsseldorf)               | 6351                               | Dresden         | 30. Juni – 3. Juli | Ramona Neubert, geb. Göhler (SC Neubrandenburg)  | 6366             |
| 1981 | Lage                               | 8./9. Aug.                         | Sabine Everts (LAV Düsseldorf)               | 6357 (DLV-Rek.)                    | Jena            | 7.–9. Aug.         | Ramona Neubert, geb. Göhler (SC Einheit Dresden) | 6621 ()          |
| 1980 | Siebenkampf noch nicht ausgetragen | Siebenkampf noch nicht ausgetragen | Siebenkampf noch nicht ausgetragen           | Siebenkampf noch nicht ausgetragen | Cottbus         | 16.–18. Juli       | Anke Vater (SC Neubrandenburg)                   | 5890 (DVfL-Rek.) |

## Mannschaftswertung: Gesamtdeutsche Meisterinnen seit 1991 (DLV)
| Jahr | Ort                                                  | Datum                                                | Verein                                                                         | Punkte                                               |
| ---- | ---------------------------------------------------- | ---------------------------------------------------- | ------------------------------------------------------------------------------ | ---------------------------------------------------- |
| 2025 | Dresden                                              | 31. Juli/1. August                                   | keine Mannschaftswertung                                                       | keine Mannschaftswertung                             |
| 2024 | Hannover                                             | 24./25. August                                       | MTV Lübeck (Paula de Boer, Katharina Kirchgeßner, Carolin Bielert)             | 15.214                                               |
| 2023 | Hannover                                             | 2./3. September                                      | Eintracht Frankfurt (Lucie Kienast, Janina Lange, Maira Gauges)                | 15.455                                               |
| 2022 | Filderstadt-Bernhausen                               | 27./28. August                                       | keine Mannschaftswertung                                                       | keine Mannschaftswertung                             |
| 2021 | Wesel                                                | 21./22. August                                       | TSV Bayer 04 Leverkusen (Mareike Arndt, Annkathrin Hoven, Isabel Schauerte)    | 16.453                                               |
| 2020 | Vaterstetten                                         | 22./23. August                                       | SWC Regensburg (Anna-Lena Obermaier, Isabel Mayer, Marion Brunner)             | 16.228                                               |
| 2019 | Bietigheim-Bissingen                                 | 10./11. August                                       | SWC Regensburg (Anna-Lena Obermaier, Isabel Mayer, Marion Brunner)             | 15.062                                               |
| 2018 | Wesel                                                | 25./26. August                                       | LT DSHS Köln (Laura Voß, Claudia Mieke, Daya Södje)                            | 14.859                                               |
| 2017 | Kienbaum                                             | 12./13. August                                       | TSV Bayer 04 Leverkusen (Mareike Arndt, Kira Biesenbach, Maria-Lisa Michalsky) | 15.804                                               |
| 2016 | Kienbaum                                             | 13./14. August                                       | TSV Bayer 04 Leverkusen (Caroline Klein, Mareike Arndt, Silvia Mrotzek)        | 17.037                                               |
| 2015 | Mehrkampf-DM wegen fehlenden Ausrichters ausgefallen | Mehrkampf-DM wegen fehlenden Ausrichters ausgefallen | Mehrkampf-DM wegen fehlenden Ausrichters ausgefallen                           | Mehrkampf-DM wegen fehlenden Ausrichters ausgefallen |
| 2014 | Vaterstetten                                         | 23./24. August                                       | TSV Bayer 04 Leverkusen (Anna Maiwald, Simone Mrotzek, Alina Biesenbach)       | 15.784                                               |
| 2013 | Lage                                                 | 24./25. August                                       | TSV Bayer 04 Leverkusen (Anna Maiwald, Alina Biesenbach, Silvia Mrotzek)       | 16.196                                               |
| 2012 | Hannover                                             | 25./26. August                                       | TSV Bayer 04 Leverkusen (Kira Biesenbach, Alina Biesenbach, Anna Maiwald)      | 16.454                                               |
| 2011 | Vaterstetten                                         | 27./28. August                                       | LG Eintracht Frankfurt (Claudia Rath, Verena Schiebel, Nicola Herrlitz)        | 15.088                                               |
| 2010 | Potsdam                                              | 26./27. August                                       | LG Eintracht Frankfurt (Claudia Rath, Nastasia Lich, Nicola Herrlitz)          | 15.437                                               |
| 2009 | Lage                                                 | 29./30. August                                       | TuS Saulheim (Katharina Meyer, Malena Kellermann, Katja Eidenmüller)           | 13.821                                               |
| 2008 | Hannover                                             | 30./31. August                                       | LG ASV/DSHS Köln (Maike Goldkuhle, Christina Hunneshagen, Kerstin Heinen)      | 15.036                                               |
| 2007 | Vaterstetten                                         | 8./9. September                                      | LT DSHS Köln (Barbara Gähling, Maike Goldkuhle, Christina Hunneshagen)         | 14.980                                               |
| 2006 | Wesel                                                | 2./3. September                                      | TSV Bayer Leverkusen (Jennifer Oeser, Natascha Rother, Doris Quack)            | 15.505                                               |
| 2005 | Lage                                                 | 27./28. August                                       | USC Mainz (Katrin Werkmann, Christine Hantsch, Marleen Wörsdörfer)             | 15.374                                               |
| 2004 | Vaterstetten                                         | 4./5. September                                      | TSV Bayer 04 Leverkusen (Jennifer Oeser, Christine Schulz, Natascha Rother)    | 16.135                                               |
| 2003 | Wesel                                                | 23./24. August                                       | LC Paderborn (Claudia Tonn, Lilli Schwarzkopf, Lena Isekenmeier)               | 16.369                                               |
| 2002 | Berlin                                               | 31. August/1. September                              | MTV Ingolstadt (Sabine Krieger, Andrea Tittmann, Annelie Schrader)             | 16.513                                               |
| 2001 | Vaterstetten                                         | 25./26. August                                       | SSV Ulm 1846 (Ulrike Hebestreit, Andrea Kopp, Tina Gruhler)                    | 14.619                                               |
| 2000 | Wesel                                                | 2./3. September                                      | USC Mainz (Mona Steigauf, Ulrike Holzner, Christine Hantsch)                   | ?                                                    |
| 1999 | Lage                                                 | 4./5. September                                      | MTV Ingolstadt (Andrea Seitz, Katrein Schroeder, Sinnika Schneider)            | 15.790                                               |
| 1998 | Vaterstetten                                         | 29./30. August                                       | USC Mainz (Mona Steigauf, Ulrike Holzner, Birte Lux)                           | 16.361                                               |
| 1997 | Wesel                                                | 30./31. August                                       | LAC Quelle Fürth / München (Heike Blaßneck, Karin Specht, Heike Scholz)        | 17.105                                               |
| 1996 | Vaterstetten                                         | 8./9. September                                      | LG Sempt (Karin Specht, Sabine Smieja, Christine Huber)                        | 16.775                                               |
| 1995 | Ulm                                                  | 26./27. August                                       | LG Sempt (Karin Specht, Katrein Schröder, Christine Huber)                     | 16.716                                               |
| 1994 | Vaterstetten                                         | 2./3. September                                      | LAC Quelle Fürth / München (Birgit Clarius, Heike Blaßneck, Sabine Schwarz)    | 16.430                                               |
| 1993 | Vaterstetten                                         | 19./20. Juni                                         | LG Bayer Leverkusen (Bettina Braag, Silke Knut, Anke Straschewski)             | 17.270                                               |
| 1992 | Ahlen                                                | 29./30. August                                       | LG Bayer Leverkusen (Bettina Braag, Silke Knut, Anke Straschewski)             | 16.278                                               |
| 1991 | München                                              | 25./26. Mai                                          | LG Bayer Leverkusen (Anke Straschewski, Bettina Braag, Dagmar Federwisch)      | 16.650                                               |

## Mannschaftswertung: Meisterinnen in derBundesrepublik Deutschlandvon 1981 bis 1990 (DLV)
| Jahr | Ort        | Datum            | Verein                                                                        | Punkte |
| ---- | ---------- | ---------------- | ----------------------------------------------------------------------------- | ------ |
| 1990 | Salzgitter | 21./22. Juli     | USC Mainz (Christiane Scharf, Mona Steigauf, Christiane Beinhauer)            | 17.368 |
| 1989 | Bernhausen | 9./10. September | LG Bayer Leverkusen (Anke Straschewski, Renate Pfeil, Antje Schmuck)          | 16.713 |
| 1988 | Rhede      | 9./10. Juli      | LG Bayer Leverkusen (Renate Pfeil, Antje Schmuck, Dagmar Federwisch)          | 17.276 |
| 1987 | Ulm        | 12./13. Juni     | LAV Bayer Uerdingen/Dormagen (Sabine Everts, Heidrun Wellhöfer, Karin Wiesel) | 17.024 |
| 1986 | Hannover   | 19./20. Juli     | MTV Ingolstadt (Birgit Clarius, Cornelia Heinrich, Sabine Schwarz)            | 15.053 |
| 1985 | Ulm        | 13./14. Juli     | LG Bayer Leverkusen (Sabine Braun, Renate Pfeil, Anke Straschewski)           | 17.173 |
| 1984 | Ahlen      | 8./9. September  | LAV Düsseldorf (Sabine Braun, Brigitte Holzapfel, Kirsten Behmer)             | 17.043 |
| 1983 | München    | 16./17. Juli     | LAV Düsseldorf (Sabine Everts, Sabine Braun, Christa Mühlemeyer)              | 18.030 |
| 1982 | Ulm        | 14./15. August   | LAV Düsseldorf (Sabine Everts, Marita Feller, Christa Mühlemeyer)             | 17.478 |
| 1981 | Lage       | 8./9. August     | LAV Düsseldorf (Sabine Everts, Marita Feller, Christa Mühlemeyer)             | 17.538 |